# NGC 4412
NGC 4412 је спирална галаксија у сазвежђу Девица која се налази на NGC листи објеката дубоког неба.
Деклинација објекта је + 3° 57' 53" а ректасцензија 12h 26m 36,0s. Привидна величина (магнитуда) објекта NGC 4412 износи 12,4 а фотографска магнитуда 13,2. Налази се на удаљености од 35,6000 милиона парсека од Сунца. NGC 4412 је још познат и под ознакама UGC 7536, MCG 1-32-62, CGCG 42-104, VCC 921, IRAS 12240+0414, PGC 40715.